# Lliga de Lourenço Marques de futbol
La lliga de Lourenço Marques de futbol fou una competició regional disputada al districte de Lourenço Marques a Moçambic, quan aquest país era colònia portuguesa. Es començà a disputar el 1922 i desaparegué el 1961, un cop ja estava en funcionament la Lliga Colonial.

## Historial
Font:
| - 1922 Sporting Clube de Lourenço Marques - 1923 Athletic - 1924 Clube Indo-Português - 1925 Desportivo de Lourenço Marques - 1926 Desportivo de Lourenço Marques - 1927 Desportivo de Lourenço Marques - 1928 Athletic - 1929 Desportivo de Lourenço Marques - 1930 Sporting Clube de Lourenço Marques - 1931 Ferroviário (Lourenço Marques) - 1932 Ferroviário (Lourenço Marques) - 1933 Sporting Clube de Lourenço Marques - 1934 Ferroviário (Lourenço Marques) - 1935 Ferroviário (Lourenço Marques) | - 1936 Ferroviário (Lourenço Marques) - 1937 Desportivo de Lourenço Marques - 1938 Sporting Clube de Lourenço Marques - 1939 Ferroviário (Lourenço Marques) - 1940 Sporting Clube de Lourenço Marques - 1941 No s'atorgà - 1942 Ferroviário (Lourenço Marques) - 1943 Sporting Clube de Lourenço Marques - 1944 Desportivo de Lourenço Marques - 1945 Desportivo de Lourenço Marques - 1946 Desportivo de Lourenço Marques - 1947 Ferroviário (Lourenço Marques) - 1948 Sporting Clube de Lourenço Marques - 1949 Ferroviário (Lourenço Marques) | - 1950 Ferroviário (Lourenço Marques) - 1951 Ferroviário (Lourenço Marques) - 1952 Desportivo de Lourenço Marques - 1953 Sporting Clube de Lourenço Marques - 1954 Ferroviário (Lourenço Marques) - 1955 Ferroviário (Lourenço Marques) - 1956 Desportivo de Lourenço Marques - 1957 Desportivo de Lourenço Marques - 1958 Ferroviário (Lourenço Marques) - 1959 Desportivo de Lourenço Marques - 1960 Sporting Clube de Lourenço Marques - 1961 No s'atorgà |